# 科茲利夫
科茲利夫（羅馬化：Kozliv）是烏克蘭的鎮，位於該國西部捷爾諾波爾州，始建於1467年，面積7平方公里，海拔高度348米，2011年人口1,856，人口密度每平方公里265.14人。